# Bothriochloa velutina
Bothriochloa velutina är en gräsart som beskrevs av M.Marchi och Longhi-wagner. Bothriochloa velutina ingår i släktet Bothriochloa och familjen gräs. Inga underarter finns listade i Catalogue of Life.